# Dobrodošao u klub
Dobrodošao u klub è l'undicesimo album in studio di Severina Vučković pubblicato nel 2012